# زابولكس فارجا
زابولكس فارجا (بالمجرية: Varga Szabolcs)‏ (17 مارس 1995 بسيكشفهيرفار في المجر - ) هو لاعب كرة قدم مجري في مركز الوسط. شارك مع منتخب المجر تحت 17 سنة لكرة القدم ومنتخب المجر تحت 19 سنة لكرة القدم ومنتخب المجر تحت 21 سنة لكرة القدم. أما مع النوادي، فقد لعب مع نادي بودابست ونادي هيرنفين.

## روابط خارجية
- زابولكس فارجا على موقع قاعدة بيانات كرة القدم.إي يو (الإنجليزية)
- زابولكس فارجا على موقع Soccerway.com (الإنجليزية)
- زابولكس فارجا على موقع عالم كرة القدم.نت (الإنجليزية)